# Tornado di Joplin del 2011

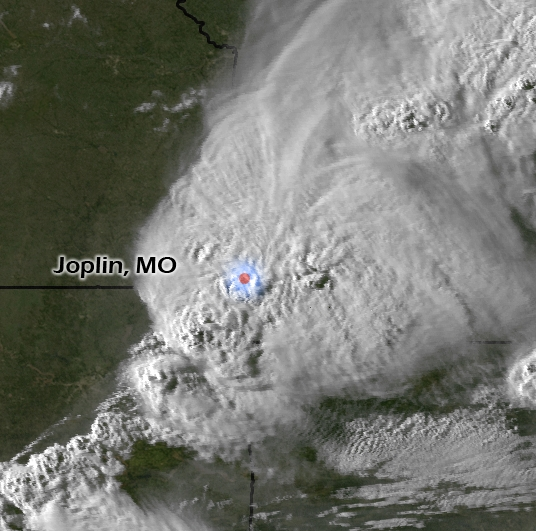
La supercella temporalesca che ha generato il tornado dal satellite.

Il tornado di Joplin del 2011 è stato un devastante tornado F5 che ha colpito la città di Joplin, in Missouri, il giorno 22 maggio 2011. 

## Impatto
Un'indagine preliminare dei danni del tornado fatta dal National Weather Service ha avuto inizio il 23 maggio. L'indagine iniziale aveva confermato un violento tornado classificato come un F4. Successivi controlli hanno confermato che i danni causati erano molto più gravi, così il tornado è stato aggiornato a F5.
Il tornado ha toccato terra appena ad est del confine di stato nel Kansas, verso la fine della Trentaduesima Strada. Alle 17:34 il tornado si è mosso ad est. I danni sono stati minori nelle zone rurali a sud-ovest di Joplin, con solo lievi danni agli alberi.
Alle 17:41, il tornado si è intensificato notevolmente quando è entrato in una parte più densamente popolata della città, e ha cominciato a devastare la zona residenziale nella parte sud-ovest di Joplin. Pressoché tutte le case in quella zona vicino a McClelland Boulevard e alla Ventiseiesima Strada sono state completamente distrutte e alcune sono state letteralmente strappate dalle loro fondamenta. Gli alberi hanno subito gravissimi danni, mentre anche una casa di riposo e una chiesa nel sud-ovest di Joplin sono state rase al suolo e diverse altre scuole sono state pesantemente danneggiate. 
Il tornado ha raggiunto il picco di intensità a Range Road. In quel corridoio, il vortice ha raggiunto il diametro di 1 km. Il tornado ha colpito un Pizza Hut alle 18:01, e il gestore del negozio, Christopher Lucas, ha ammassato i quattro dipendenti più 15 clienti nel congelatore per salvarli. Dal momento che la porta non poteva essere chiusa, Lucas si è avvolto un cavo elastico intorno al braccio per tenere la porta chiusa, ma la forza del vento ha vinto e il tornado lo ha risucchiato, uccidendolo. Molti altri edifici gravemente colpiti comprendono un supermercato, negozi e numerosi ristoranti, che sono stati tutti rasi al suolo. Il supermercato e la vicina palestra avevano pareti in cemento, che sono sopravvissuti, ma hanno persi i loro tetti. Tre persone sono morte nel supermercato ma 200 sono sopravvissute. 
Danni estremi sono stati registrati nella zona di Duquesne Road, a sud-est Joplin. Sempre in questa zona, molte case ed edifici industriali e commerciali sono stati interamente distrutti. Il parco industriale vicino all'angolo fra la Ventesima Strada e Duquesne Road è stato particolarmente colpito, con quasi tutti gli edifici presenti distrutti. 
Molte persone sono rimaste intrappolate nelle case distrutte. Diciassette persone sono state salvate dalle macerie il giorno dopo la devastazione procurata dal tornado.

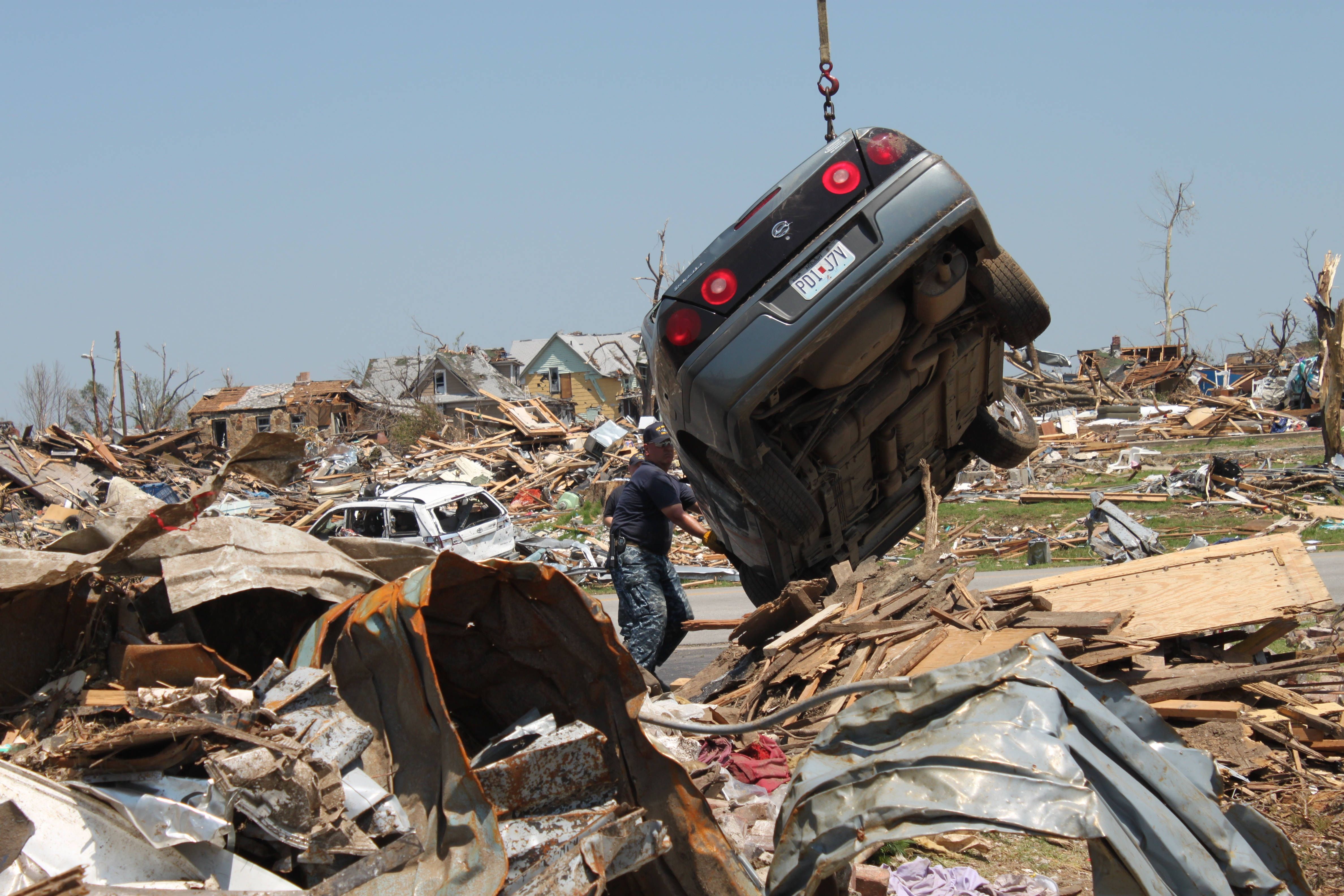
Danni causati dal tornado.

Secondo la sezione locale della Croce Rossa, circa il 25% di Joplin è stato raso al suolo, con circa 2.000 edifici distrutti.

## Vittime
Il numero ufficiale delle vittime è di 161 morti direttamente collegati al tornado. Oltre ai morti per tornado, un poliziotto è stato colpito da un fulmine e ucciso mentre assisteva i soccorritori il giorno dopo la tempesta. Dopo il tornado, le autorità avevano elencato 1.300 dispersi, ma successivamente il numero diminuì rapidamente.
Il Missouri Emergency Management Agency ha riportato circa 1000 feriti.
I funzionari hanno affermato di aver salvato 944 animali.